# William Denny and Brothers
William Denny and Brothers, souvent appelé simplement Denny, est une entreprise de construction navale écossaise disparue. Elle était située à Dumbarton.

## Histoire

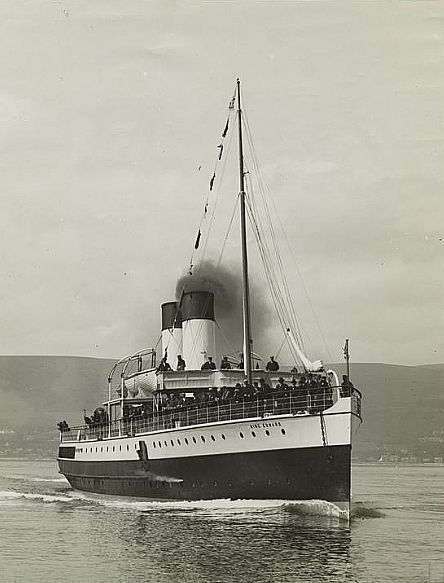
Le TS King Edward (1901) en essai mer.

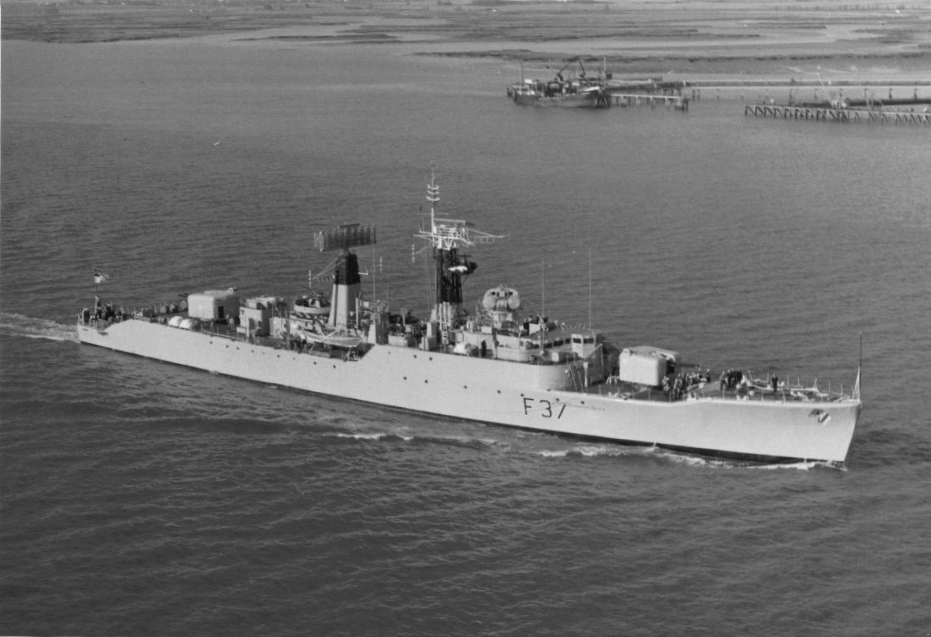
La frégate Type 41 HMS Jaguar (1957).

Les intérêts de la famille Denny dans la construction navale remontent à William Denny (né en 1779), pour qui des navires sont en train d'être construits à Dumbarton dès 1811 (par exemple, le voilier Alpha ). En 1823, le nom de l'entreprise avait changé pour William Denny & Son (premier navire: un Bateau à vapeur à aubes Superb). À partir de 1845, la société devient Denny Brothers (pour les frères William jr, Alexander et Peter), et en 1849, la société est reconstituée sous le nom de William Denny & Brothers(pour les frères William, James et Peter Denny).
Bien que le chantier naval de Denny était situé près de la jonction de la rivière Clyde et de la rivière Leven, sa position était sur le Leven  Le fondateur a développé les intérêts de l'entreprise dans la possession et l'exploitation de navires avec des intérêts dans la British & Burmese Steam Navigation Company, l'Irrawaddy Flotilla Company et La Platense Flotilla . 
La société a construit tous les types de navires, mais elle était particulièrement bien connue en tant que constructeurs de navires à vapeur et de ferries transmanche. Il a été un pionnier dans le développement du stabilisateur du navire en collaboration avec la Brown Brothers & Company, basée à Édimbourg. En 1913, le steamer de la Manche Paris fut l'un des premiers navires à utiliser des turbomoteurs à engrenages utilisant le nouveau palier à fluide à patins oscillants Michell . Il a également entrepris des travaux expérimentaux sur des aéroglisseurs et des hélicoptères.
Une entreprise de génie maritime, également basée à Dumbarton, a été formée par Peter Denny, John Tulloch et John McAusland en 1850 sous le nom de Tulloch & Denny. En 1862, la société a été renommée Denny & Co. La société a fabriqué une large gamme de types de moteurs marins et a été absorbée par William Denny & Brothers en 1918.
Les Dennys ont toujours été des innovateurs et ont été l'un des premiers chantiers navals commerciaux au monde à avoir leur propre réservoir d'essai expérimental: celui-ci est désormais ouvert au public en tant que musée. [5] William Denny & Company a été mise en liquidation volontaire en 1963. [5]

## Bassin d'essais et  d'expérimentation de navires
Inspiré par le travail de l'éminent architecte naval William Froude, Denny a réalisé le premier exemplaire commercial au monde d'un bassin d'essais de navire en 1883. L'installation a été utilisée pour tester des modèles sur une variété de navires et a exploré diverses méthodes de propulsion, y compris les hélices, les pagaies et les aubes à roues. Des expériences ont été menées sur des modèles des stabilisateurs Denny-Brown et de l'aéroglisseur Denny pour évaluer leur faisabilité. Le personnel du réservoir a également effectué des recherches et des expériences pour d'autres sociétés: Harland & Wolff, basé à Belfast, a décidé d'installer un arc bulbeux sur le paquebot SS Canberra après des tests de modèle réussis dans le réservoir d'essais Denny. Après la fermeture du chantier naval Denny, l'installation du réservoirs d'essai a été reprise par Vickers Shipbuilding and Engineering Limited et utilisée pour les essais de sous-marins jusqu'au début des années 1980.
Rouvert dans le cadre du Scottish Maritime Museum en 1982, il conserve bon nombre de ses caractéristiques d'origine, y compris le réservoir d'essai de navire de 100 m de long. Le chariot de remorquage est toujours en état de marche et est démontré de temps en temps, mais toute l'instrumentation a été retirée et le réservoir ne peut donc pas actuellement être utilisé pour la recherche et les essais hydrodynamiques.

## Sources
- (en) Cet article est partiellement ou en totalité issu de l’article de Wikipédia en anglais intitulé « William Denny and Brothers » (voir la liste des auteurs).